# Elezioni parlamentari in Croazia del 2024
Le elezioni parlamentari in Croazia del 2024 si sono tenute il 17 aprile per il rinnovo del Sabor, il parlamento del paese.
Esse sono state indette in anticipo rispetto alla scadenza naturale della legislatura, prevista per tre mesi dopo, e nonostante il governo si fosse mostrato inizialmente contrario, per via di continuate e accese proteste di piazza, soprattutto organizzate dalle opposizioni, contro presunte accuse di corruzione, autoritarismo ed alcune controverse nomine effettuate dall’esecutivo nella magistratura.
Le elezioni hanno visto la riconferma, come anticipato precedentemente anche dagli exit-poll, della coalizione di governo uscente, idealmente guidata dall’Unione Democratica Croata (HDZ) del Primo ministro Andrej Plenković che, con ben 61 seggi, è riuscita ad ottenere la maggioranza relativa dei seggi in assemblea, sebbene sofferente da un modesto calo di consensi che ha impedito il consolidamento completo del risultato raggiunto alle elezioni precedenti e reso più arduo il percorso verso la formazione di un nuovo supporto politico. D’altro canto, invece, i maggiori partiti di opposizione, il Partito Socialdemocratico di Croazia (SDP) guida della coalizione Fiumi di Giustizia (RP), e Možemo! (M!), hanno visto un incremento consistente dei loro seggi, passati rispettivamente a 42 e 10. Nonostante ciò, tuttavia, un aspetto più rilevante è stata la crescente importanza della coalizione guidata dal Movimento Patriottico (DP) che, avendo aumentato la propria quota parlamentare a 14 seggi, è divenuta un'attrice fondamentale nelle discussioni politiche.

## Sistema elettorale

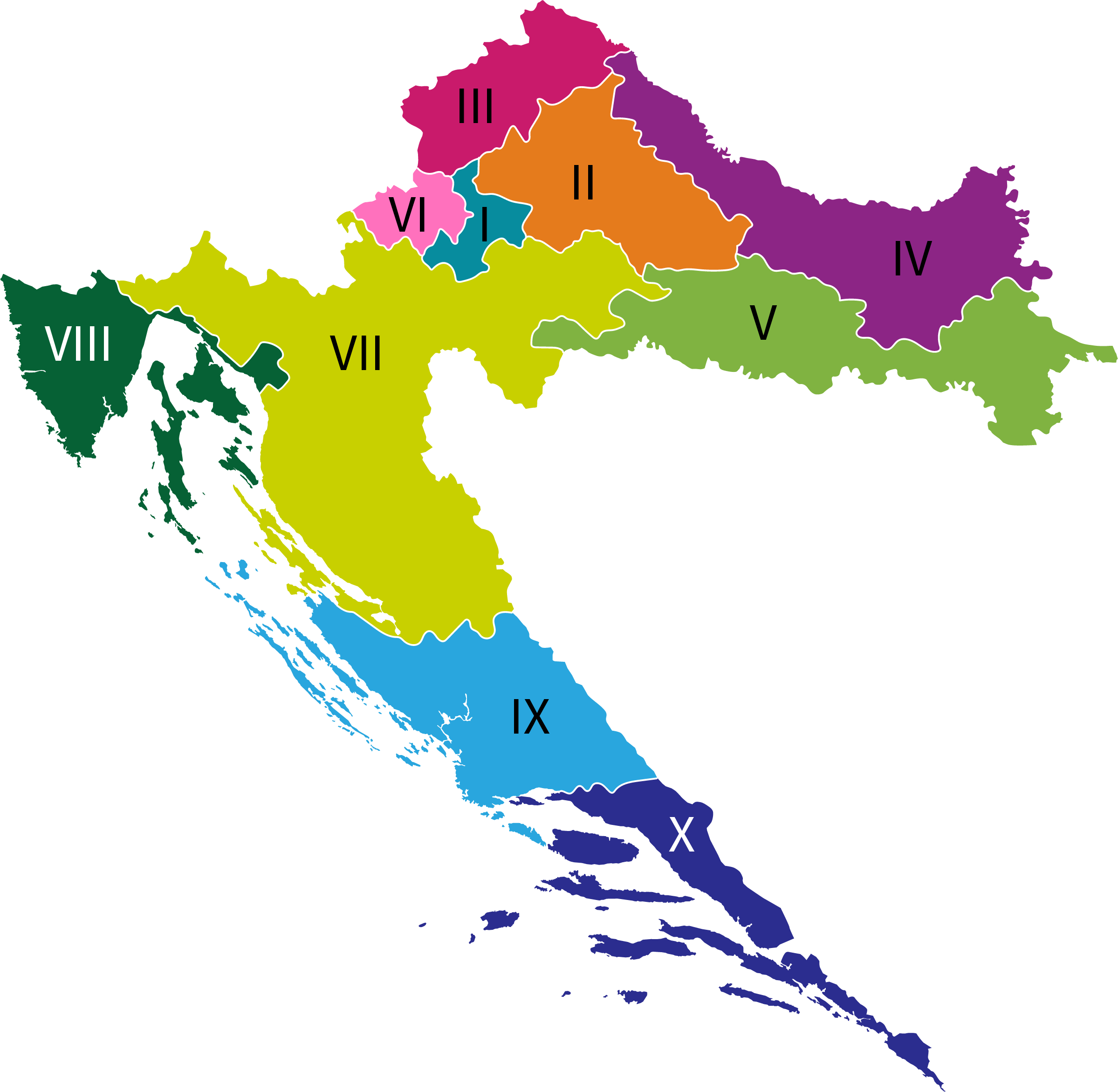
I distretti nazionali (I-X) in uso per le elezioni.

Per le elezioni parlamentari, la legge elettorale croata prevede un sistema elettorale misto. Difatti:
- La maggior parte degli scranni parlamentari, 140, vengono eletti in 10 collegi plurinominali (Distretti I-X) da 14 seggi ciascuno, secondo un sistema proporzionale con soglia di sbarramento al 5%, venendo tradotti, in seguito, in seggi secondo il metodo D'Hondt;
- 3 vengono eletti dai cittadini all'estero (Distretto XI), con lo stesso metodo;
- I restanti 8, infine, vengono eletti in una sezione specifica per le minoranze (Distretto XII), in cui:

- - 3 seggi sono riservati alla minoranza serba;
  - 1 alla minoranza italiana;
  - 1 alla minoranza ungherese;
  - 1 alle minoranze ceca e slovacca;
  - 1 alle minoranze albanese, bosgnacca, macedone, montenegrina e slovena;
  - 1 alle minoranze austriaca, bulgara, tedesca, ebraica, polacca, rom, rumena, russina, russa, turca, ucraina e valacca.

I residenti in questo distretto, tuttavia, possono sempre decidere se votare in questo modo o per uno degli altri 10 distretti in cui ricade la loro residenza.
In aggiunta a tutto ciò, poi, la legge prevede l’ammissibilità del voto di preferenza, che può essere espresso dunque sulla scheda elettorale, sebbene solo i candidati che ricevano almeno il 10% delle preferenze possono precedere gli altri candidati ed alterare la lista elettorale.
Da non tralasciare, infine, è anche il fatto che la stessa legge elettorale richiede che ogni lista in corsa contenga almeno il 40% di donne candidate, per garantire l'uguaglianza di genere. Qualora le liste non adottino questa regola, la Commissione Elettorale Statale (DIP) è obbligata a comunicarle al difensore civico e all'ufficio del pubblico ministero (DORH), potendo così i partiti politici ed i candidati che propongono tali liste aspettarsi una multa fino a €33.000.

## Risultati

### Nazionali ed Estero (Distretti I-XI)
| Coalizione “Unione Democratica Croata” (HDZ-K) | 729 949   | 34,43 | 61  |  |  |  |
| Coalizione “Fiumi di Giustizia” (RP-K)         | 538 748   | 25,41 | 42  |  |  |  |
| Coalizione “Movimento Patriottico” (DP-K)      | 202 714   | 9,56  | 14  |  |  |  |
| Možemo! (M!)                                   | 193 051   | 9,11  | 10  |  |  |  |
| Most-Sovranisti Croati (MOST-HS)               | 169 988   | 8,02  | 11  |  |  |  |
| Focus-Repubblica (FOCUS-R)                     | 47 712    | 2,25  | 1   |  |  |  |
| Coalizione “Croazia Nostra” (NH)               | 47 655    | 2,25  | 2   |  |  |  |
| Altri (<1,95%)                                 | 142 424   | 6,72  | –   |  |  |  |
| Totale                                         | 2 119 956 | 100   | 143 |  |  |  |
|                                                |           |       |     |  |  |  |
| Schede bianche                                 | 1 049     | 0,05  |     |  |  |  |
| Schede nulle                                   | 59 632    | 2,73  |     |  |  |  |
| Votanti                                        | 2 180 637 | 61,89 |     |  |  |  |
| Elettori                                       | 3 523 270 |       |     |  |  |  |

### Minoranze (Distretto XII)

#### Serba (3 seggi)
| Milorad Pupovac  | Partito Democratico Indipendente Serbo (SDSS/СДСС) | 11 660 | 31,60  |  |  |  |  |  |
| Anja Šimpraga    | Partito Democratico Indipendente Serbo (SDSS/СДСС) | 10 842 | 29,38  |  |  |  |  |  |
| Dragana Jeckov   | Partito Democratico Indipendente Serbo (SDSS/СДСС) | 10 344 | 28,03  |  |  |  |  |  |
| Srđan Milaković  | Alleanza Democratica dei Serbi (DSS/ДСС)           | 2 189  | 5,93   |  |  |  |  |  |
| Dragan Crnogorac | Indipendente                                       | 1 869  | 5,06   |  |  |  |  |  |
| Totale           | Totale                                             | 36 904 | 100    |  |  |  |  |  |
|                  |                                                    |        |        |  |  |  |  |  |
| Schede bianche   | Schede bianche                                     | 0      | 0,00   |  |  |  |  |  |
| Schede nulle     | Schede nulle                                       | 579    | 1,54   |  |  |  |  |  |
| Votanti          | Votanti                                            | 37 483 | 100,00 |  |  |  |  |  |
| Elettori         | Elettori                                           | 37 483 |        |  |  |  |  |  |

#### Ungherese (1 seggio)
| Róbert Jankovics | Unione Democratica degli Ungheresi di Croazia (DZMH/HMDK) | 2 804 | 100,00 |  |  |  |  |  |
| Totale           | Totale                                                    | 2 804 | 100    |  |  |  |  |  |
|                  |                                                           |       |        |  |  |  |  |  |
| Schede bianche   | Schede bianche                                            | 0     | 0,00   |  |  |  |  |  |
| Schede nulle     | Schede nulle                                              | 73    | 2,54   |  |  |  |  |  |
| Votanti          | Votanti                                                   | 2 877 | 100,00 |  |  |  |  |  |
| Elettori         | Elettori                                                  | 2 877 |        |  |  |  |  |  |

#### Italiana (1 seggio)
| Furio Radin     | Indipendente   | 971   | 50,92  |  |  |  |  |  |
| Corrado Dussach | Indipendente   | 936   | 49,08  |  |  |  |  |  |
| Totale          | Totale         | 1 907 | 100    |  |  |  |  |  |
|                 |                |       |        |  |  |  |  |  |
| Schede bianche  | Schede bianche | 0     | 0,00   |  |  |  |  |  |
| Schede nulle    | Schede nulle   | 44    | 2,26   |  |  |  |  |  |
| Votanti         | Votanti        | 1 951 | 100,00 |  |  |  |  |  |
| Elettori        | Elettori       | 1 951 |        |  |  |  |  |  |

#### Albanese, Bosgnacca, Macedone, Montenegrina e Slovena (1 seggio)
| Armin Hodžić           | Bošnjaci zajedno! (BZ!)                | 3 356 | 47,04  |  |  |  |  |  |
| Ermina Lekaj Prljaskaj | Unione degli Albanesi di Croazia (UAH) | 2 248 | 31,51  |  |  |  |  |  |
| Šoip Šoipi             | Indipendente                           | 1 414 | 19,82  |  |  |  |  |  |
| Sulejman Tabaković     | Indipendente                           | 117   | 1,64   |  |  |  |  |  |
| Totale                 | Totale                                 | 7 135 | 100    |  |  |  |  |  |
|                        |                                        |       |        |  |  |  |  |  |
| Schede bianche         | Schede bianche                         | 0     | 0,00   |  |  |  |  |  |
| Schede nulle           | Schede nulle                           | 73    | 1,01   |  |  |  |  |  |
| Votanti                | Votanti                                | 7 208 | 100,00 |  |  |  |  |  |
| Elettori               | Elettori                               | 7 208 |        |  |  |  |  |  |

#### Ceca e Slovacca (1 seggio)
| Vladimir Bilek | Indipendente                 | 1 764 | 93,04  |  |  |  |  |  |
| Ivan Komak     | Matica Slovačka Osijek (MSO) | 132   | 6,96   |  |  |  |  |  |
| Totale         | Totale                       | 1 896 | 100    |  |  |  |  |  |
|                |                              |       |        |  |  |  |  |  |
| Schede bianche | Schede bianche               | 1     | 0,05   |  |  |  |  |  |
| Schede nulle   | Schede nulle                 | 11    | 0,58   |  |  |  |  |  |
| Votanti        | Votanti                      | 1 908 | 100,00 |  |  |  |  |  |
| Elettori       | Elettori                     | 1 908 |        |  |  |  |  |  |

#### Austriaca, Bulgara, Ebraica, Polacca, Rom, Rumena, Rutena, Russa, Russina, Tedesca, Turca, Ucraina e Valacca (1 seggio)
| Veljko Kajtazi | Unione Rom Croata "Kali Sara" (SRRH “KS”/RUAK “KS”) | 3 017 | 62,12  |  |  |  |  |  |
| Franjo Horvat  | Udruga Roma "Korak po korak" (UR “KPK”)             | 1 400 | 28,82  |  |  |  |  |  |
| Elvis Kralj    | Indipendente                                        | 440   | 9,06   |  |  |  |  |  |
| Totale         | Totale                                              | 4 857 | 100    |  |  |  |  |  |
|                |                                                     |       |        |  |  |  |  |  |
| Schede bianche | Schede bianche                                      | 6     | 0,12   |  |  |  |  |  |
| Schede nulle   | Schede nulle                                        | 68    | 1,38   |  |  |  |  |  |
| Votanti        | Votanti                                             | 4 931 | 100,00 |  |  |  |  |  |
| Elettori       | Elettori                                            | 4 931 |        |  |  |  |  |  |

### Riepilogo
| Riepilogo dei voti (+/- elezioni 2020)    | Riepilogo dei voti (+/- elezioni 2020)    | Riepilogo dei voti (+/- elezioni 2020)    | Riepilogo dei voti (+/- elezioni 2020) | Riepilogo dei voti (+/- elezioni 2020) | Riepilogo dei voti (+/- elezioni 2020) | Riepilogo dei voti (+/- elezioni 2020) |
| ----------------------------------------- | ----------------------------------------- | ----------------------------------------- | -------------------------------------- | -------------------------------------- | -------------------------------------- | -------------------------------------- |
| Coalizione “Unione Democratica Croata”    | Coalizione “Unione Democratica Croata”    | Coalizione “Unione Democratica Croata”    |                                        |                                        | 34,43%                                 | ▼ 2,83                                 |
| Coalizione “Fiumi di Giustizia”           | Coalizione “Fiumi di Giustizia”           | Coalizione “Fiumi di Giustizia”           |                                        |                                        | 25,41%                                 | ▲ 0,54                                 |
| Coalizione “Movimento Patriottico”        | Coalizione “Movimento Patriottico”        | Coalizione “Movimento Patriottico”        |                                        |                                        | 9,56%                                  | ▼ 1,33                                 |
| Možemo!                                   | Možemo!                                   | Možemo!                                   |                                        |                                        | 9,11%                                  | ▲ 2,12                                 |
| Most nezavisnih lista - Sovranisti Croati | Most nezavisnih lista - Sovranisti Croati | Most nezavisnih lista - Sovranisti Croati |                                        |                                        | 8,02%                                  | ▲ 0,63                                 |
| Coalizione “Croazia Nostra”               | Coalizione “Croazia Nostra”               | Coalizione “Croazia Nostra”               |                                        |                                        | 2,25%                                  | Nuovo                                  |
| Focus-Repubblica                          | Focus-Repubblica                          | Focus-Repubblica                          |                                        |                                        | 2,25%                                  | Nuovo                                  |
| Minoranze                                 | Minoranze                                 | Minoranze                                 |                                        |                                        | 1,55%                                  |                                        |
| Altri (<1,95%)                            | Altri (<1,95%)                            | Altri (<1,95%)                            |                                        |                                        | 6,72%                                  |                                        |
| Riepilogo dei seggi (+/- elezioni 2020)   |                                           |                                           |                                        |                                        |                                        |                                        |
|                                           |                                           |                                           |                                        |                                        |                                        |                                        |
| M!                                        | 10                                        | ▲ 6                                       |                                        | RP-K                                   | 42                                     | ▲ 1                                    |
| NH-K                                      | 2                                         | Nuovo                                     |                                        | FOCUS                                  | 1                                      | ▼ 1                                    |
| MIN                                       | 8                                         | ━                                         |                                        | MOST                                   | 11                                     | ▼ 1                                    |
| HDZ-K                                     | 61                                        | ▼ 6                                       |                                        | DP                                     | 14                                     | ▼ 2                                    |